# Estrecho de Smith
El Smith Sound o estrecho de Smith es un corto y amplio estrecho de mar localizado en el Ártico, entre Groenlandia  y la isla de Ellesmere, la más septentrional de las islas del archipiélago ártico canadiense. Es el primero de los tramos del estrecho de Nares —un estrecho que une la bahía de Baffin, al sur, con el mar de Lincoln (uno de los brazos del océano Ártico), al norte— y le sigue, en dirección norte, la cuenca Kane.
El estrecho, y todas las aguas próximas, permanecen congeladas generalmente casi todo el año y los pocos días que están libres de hielo son peligrosas para la navegación.

## Geografía
Las aguas del estrecho de Smith forman parte del estrecho de Nares: comienzan en la parte septentrional de la bahía de Baffin —pasada una línea entre cabo Isabelle (costa oriental de isla Ellesmere), y cabo Alexander (costa occidental de Groenlandia), de casi 50 km de anchura—, tienen aproximadamente 50 km de longitud en dirección SSE-NNO (con unos 50 km de anchura media), y acaban en cuenca Kane —en otra línea que entre cabo Sabine (Ellesmere) y punta Caim (Groenlandia), de unos 40 km de anchura. 
En la costa groenlandesa, en bahía Hatherton, se encuentra Etah, el asentamiento inuit más septentrional del mundo, ahora abandonado por su durísimo clima. (78°19′N 72°28′O / 78.317, -72.467) Etah fue utilizado como campamento base para varias expediciones árticas: la nefasta expedición a Tierra de Crocker de Donald Baxter MacMillan en 1913; la de Humphrey de 1934-35; la de Clifford J. MacGregor en 1937-38; y la de Thomas Haig de 1938. Actualmente, el pueblo sólo tiene cazadores ocasionales en verano que residen en las cabañas que se mantienen en pie. La caza en la zona es bastante buena, especialmente de morsas y osos polares.

### Riberas
La ribera occidental comienza en el cabo Isabelle, a los pies del monte Bolton. Sigue en dirección norte con la costa del Baird Inlet (un entrante de unos 25 km en dirección oeste, con los glaciares Tanquary y Ekblaw, al fondo), y bordea luego la península de Joham, con punta Wade, cabo Herschel, la pequeña bahía de Rosse (con el glaciar Leffert al fondo), la costa meridional de la ribereña isla Pim (a solo 500 m de la costa) y en su extremo oriental, el cabo Sabine, (78°43′55″N 74°6′0″W) que marca el comienzo de las aguas de la cuenca Kane.
La ribera oriental, mucho más fracturada y con pequeños islotes muy cercanos a la costa, comienza en el cabo Alexander. Sigue con el glaciar Dogde, cabo Kenrick, la pequeña bahía Hartstene (con el glaciar Brother John al fondo), punta Sunrise, bahía Hatherton, cabo Hatherton y, finalmente, punta Caim.

## Historia

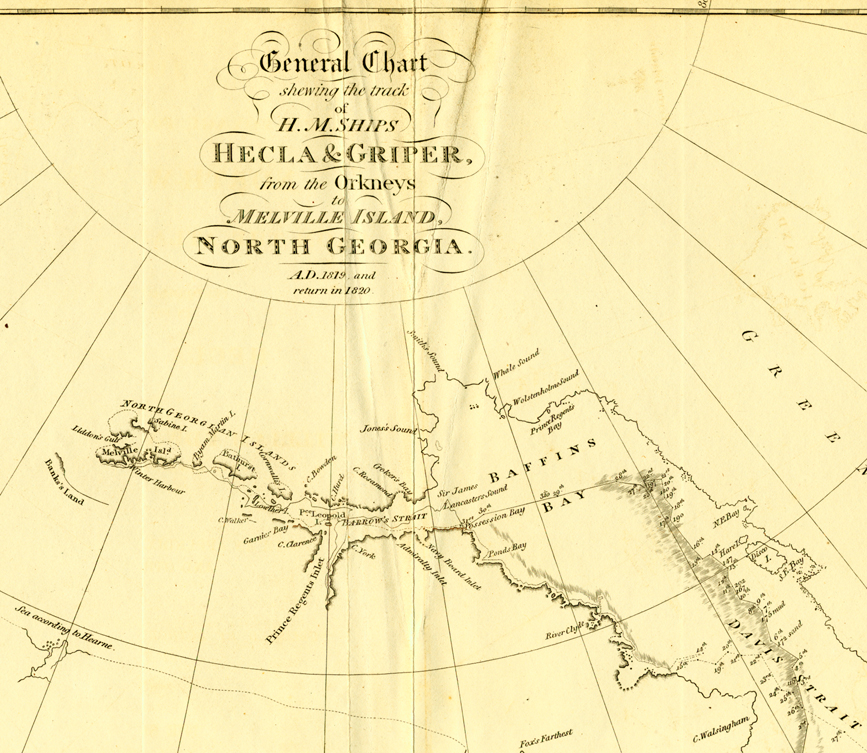
Mapa de la exploración de Parry, que en 1821 sigue mostrando el estrecho de Smith cerrado en la parte septentrional de bahía de Baffin.

El estrecho de Smith fue avistado por vez primera en 1616 por la expedición inglesa del Discovery capitaneada por Robert Bylot y pilotada por William Baffin. Esa expedición, financiada por la Compañía por el descubrimiento del Paso del Noroeste, cruzó el estrecho de Davis en 1616 y descubrió, para los occidentales, la bahía de Baffin, y en su parte septentrional, los estrechos de Lancaster, Smith y Jones, que ellos nombraron. A este estrecho le llamaron «bahía de Sir Thomas Smith» («Sir Thomas Smith's Bay») en honor del diplomático inglés Sir Thomas Smith (1513-1577).
No navegaron por sus aguas (quedaron a unos 50 km al sur), ya que solamente llegaron a los 77º45´N, 480 km más al norte de la anterior marca establecida por John Davis. Esa expedición, al suponer cerrada en su extremo norte la bahía de Baffin, fue la causa de que ninguna expedición se adentrase tan al norte en sus peligrosas aguas y la marca permaneció sin ser superada durante 236 años. En 1750 ya aparecía en los mapas de la época como «Sir Thomas Smith's Sound» y en seguida comenzó a ser conocido simplemente como Smith Sound.
No se conoce ninguna nueva exploración en profundidad en la zona hasta la fracasada expedición al ártico de John Ross, nuevamente en busca del paso del Noroeste. Ross, al frente de una nueva expedición inglesa de dos barcos —el HMS Isabelle comandado por él, y el HMS Alexander, al mando de William Edward Parry—, navegó de nuevo por la zona norte de bahía Baffin en 1818. El 19 de agosto, Ross, en cabeza, pasó muy cerca y nombró los dos cabos que limitan su entrada: cabo Isabelle y cabo Alexander, en honor de sus barcos. 
Ross consideró por error, al igual que Baffin, que el extremo norte del estrecho de Smith estaba cerrado por tierra, y se dirigió en cabeza hacia el suroeste, al Jones Sound, y una vez más, erróneamente, pensó que observaba tierra al fondo. Más al sur, la entrada del Lancaster Sound estaba libre de hielo y el 31 de agosto ambos buques se internaron por él hacia el oeste. Como a menudo, el HMS Alexander quedó retrasado y Ross, una vez más convencido de que una cadena de montañas —a las que nombró, «Crocker Hills», en honor del primer secretario del Almirantazgo, John Wilson Croker— bloqueaba el acceso, decidió dar la vuelta para explorar la costa oriental de la isla de Baffin. Parry, que no había visto las montañas, se mostró decepcionado por la decisión de su comandante y siguió convencido de la posible existencia del paso a través del Lancaster Sound. La expedición, para evitar la invernada en el Ártico, regresó a Inglaterra. Inmediatamente el desacuerdo entre Ross y Parry por la existencia de las «Croker Hills» se hizo público y Barrow se apresuró a criticar la decisión de Ross de dar marcha atrás (otros oficiales también mostraron su disconformidad, como hizo Edward Sabine, conocido botánico y astrónomo de la expedición). Parry volvió al ártico y navegó todo el lancaster Sound, demostrando la inexistencia de esas Croker Hills, que arruinaron durante muchos años la reputación de Ross.
En 1852, Edward Augustus Inglefield, navegando a bordo del Isabel (casualmente el mismo nombre de uno de los barcos de Ross), fue el primero que se adentró realmente en aguas del estrecho de Smith. Esa expedición era su primer viaje al ártico y participaba en la búsqueda de la expedición perdida de John Franklin. Penetró hasta los 78º28’21"N, más allá de cualquier registro conocido como el mismo señaló: «therefore placing the Isabel about 140 miles further than had beerne ached by any previous navigator, of whom we have any records». Inglefield creía estar navegando en aguas del tan buscado mar polar abierto («Open Polar Sea») y estaba decidido a ir a tierra con el fin de erigir un mojón con el anuncio de «que la bandera británica ha sido la primera en este mar desconocido» («that the British Flag had been first carried into this unknown sea»), pero el empeoramiento del tiempo le impidió acercarse a tierra, y siguiendo un estrecho canal de escape entre el hielo, se dirigió hacia el sur, siguiendo la búsqueda de Franklin en el Jones Sound. La búsqueda fue infructuosa. 
El primero que cruzó enteramente el estrecho fue el estadounidense Elisha Kent Kane, que surcó sus aguas al año siguiente, buscando aún a Franklin. Partió de Nueva York con el Advance en mayo de 1853, y tras una escala en el puerto ballenero de Upernavik (costa groenlandesa), avanzó hacia el norte cruzando el estrecho de Smith hasta que los fuertes vendavales y los grandes témpanos, con la banquisa formándose, lo llevaron, el 24 de agosto, a buscar refugio en Van Rensselaer Harbor (el nombre de la casa natal de la familia Kane), en la actual bahía Resselaer (costa de Groenlandia) (78°37′N 70°40′O / 78.617, -70.667). Pasaron allí dos inviernos, y en 1854, en una expedición en trineo a través de la costa, dos miembros de su expedición, Hans y William Morton, lograron atravesar el glaciar Humboldt y alcanzar el 24 de junio la parte sur del cabo Constitución (alrededor de 80°35' N). Desde una altura de unos 460 m, mirando al norte, vieron abiertas las aguas tan lejos como su vista podía alcanzar: habían encontrado el canal de Kennedy abierto, una condición que se da nueve de cada diez años, y que ellos supusieron llevaba directo al esperado Mar Polar Abierto («Open Polar Sea»). La búsqueda de Franklin fue infructuosa, pero la expedición de Kane señaló el camino para nuevas expediciones que lograrían llegar al océano ártico a través del estrecho de Nares.